# Слагельсе (муніципалітет)
Слагельсе (дан. Slagelse) — муніципалітет у регіоні Зеландія королівства Данія. Площа — 567.9 квадратних кілометрів. Адміністративний центр муніципалітету — місто Слагельсе.

## Населення
У 2012 році населення муніципалітету становило 77 310 осіб.

## Місцева мережа для громадян Данії та новоприбулих українців у муніципалітеті Слагелсе(дан. Slagelse).
У зв’язку з ситуацією між Росією та Україною у місцевих жителів муніципалітету Слагелсе(дан. Slagelse) є мережева група у Facebook для українців та неукраїнців.  Вона має на меті полегшити новоприбулим українцям та українським родинам утворення мережі в даній місцевості.  Вона охоплює як Слагельсе(дан. Slagelse), Корсор(дан. Korsør) і Скельскор(дан. Skælskør), так і навколишні селища.
Назва групи : "Ukrainians & Friends - Slagelse, Korsør and Skælskør" Групу можна знайти тут : https://www.facebook.com/groups/ukrainiansinslagelse